# Pierre-Lambert Goossens
Pour les articles homonymes, voir Goossens.
Pierre-Lambert Goossens, né le 18 juillet 1827 à Perk dans le royaume uni des Pays-Bas et mort le 25 janvier 1906 à Malines (Belgique), est un prêtre de l’archidiocèse de Malines. Nommé évêque de Namur en 1883, il n’y reste que quelques mois, devenant en 1884 le quinzième archevêque de Malines (1884-1906). Il est créé cardinal primat de Belgique peu de temps après.

## Biographie
Pierre-Lambert Goossens est nommé coadjuteur de l’évêque de Namur, Théodore-Joseph Gravez, le 1er juin 1883 et est consacré le 24 juin 1883 par Jean-Joseph Faict avec comme co-consécrateurs Victor-Joseph Doutreloux et Victor-Jean-Joseph-Marie van den Branden de Reeth. Il devient évêque de Namur un mois plus tard.
Il n’occupe cependant le siège épiscopal de Namur que quelques mois, car il succède au cardinal Dechamps comme archevêque de Malines le 24 mars 1884. Il est consacré à Malines le 24 juin 1883 et est créé cardinal primat de Belgique par le pape Léon XIII lors du consistoire du 24 mai 1889, avec le titre de cardinal-prêtre de Sainte-Croix de Jérusalem (Santa Croce in Gerusalemme).
En 1905, il pose la première pierre de la basilique du Sacré-Cœur de Koekelberg, à Bruxelles.
À la mort du cardinal Goossens en 1906, Désiré-Joseph Mercier lui succède comme archevêque de Malines-Bruxelles.
Sa devise était : « Omnia et in omnibus Christus ».

## Succession apostolique
Pierre-Lambert Goossens a ordonné les évêques suivants :
- Évêque Édouard-Joseph Bélin (1884)
- Évêque Henri-Charles-Camille Lambrecht (1886)
- Archevêque Louis Couppé (it), M.S.C. (1890)
- Évêque Jean-Baptiste Decrolière (1892)
- Évêque Josephus Franciscus van der Stappen (1893)
- Évêque Pierre de Brabandere (1894)
- Évêque Joseph van Reeth, S.I. (1895)
- Évêque Gustave Joseph Waffelaert (1895)
- Évêque Victor Roelens, M.Afr. (1896)
- Évêque Camille Van Ronslé (it), C.I.C.M. (1897)
- Évêque Jérôme-Josse Van Aertselaer (nl), C.I.C.M. (1898)
- Évêque Thomas Louis Heylen, O.Praem. (1899)
- Évêque Martin-Hubert Rutten (1902)
- Évêque Philip Schelfhaut (en), C.SS.R. (1902)
- Évêque Fabien-Antoine Eestermans, O.F.M.Cap. (1905)

## Distinctions
- Grand cordon de l'ordre de Léopold (Belgique)
- Croix d'honneur de 1re classe de l'ordre de la maison de Hohenzollern (Allemagne)
- Grand-croix de l'ordre équestre du Saint-Sépulcre de Jérusalem (Vatican)

## Statuaire
Un buste en bronze de Pierre-Lambert Goossens, œuvre de Jules Lagae (ca. 1900), est conservé aux musées royaux des Beaux-Arts de Belgique.

### Bases de données
- Ressources relatives à la religion :   - Catholic Hierarchy
  - Cardinals of the Holy Roman Church
- Ressource relative à plusieurs domaines :   - ODIS
- Notice dans un dictionnaire ou une encyclopédie généraliste :   - Biographie nationale de Belgique
- Notices d'autorité :   - VIAF
  - ISNI
  - GND
  - Belgique
  - Pays-Bas